# Szlak rowerowy Weser-Harz-Heide
Szlak rowerowy Weser-Harz-Heide (niem. Weser-Harz-Heide-Radfernweg) – długodystansowy szlak rowerowy w Dolnej Saksonii w Niemczech, łączący Hann. Münden (dawniej Hannoversch Münden) z Lüneburgiem i prowadzący w dużej części przez tereny Pustaci Lineburskiej.

## Charakterystyka
Szlak otwarto w 2005. Ponad 400-kilometrowa trasa łączy tereny o zróżnicowanych krajobrazach naturalnych i kulturowych, przebiegając także przez zabytkowe miejscowości i obszary cenne przyrodniczo, m.in. przez lasy najbardziej wysuniętego na północ pasma niskich wzniesień w Niemczech, rozlewiska i rozległe wrzosowiska. Szlak wyznakowano w dużej części po drogach o małym natężeniu ruchu oraz ścieżkach polnych i leśnych. Od Wezery do Getyngi oraz w górach Harzu odcinki są bardziej wymagające (wzniesienia, stromizny). Na tym odcinku istnieje 60-kilometrowy odcinek alternatywny. Z Goslar do Lüneburga trasa przebiega po drogach asfaltowych o niskim natężeniu ruchu, w większości płaskich. Cała trasa jest dobrze skomunikowana z siecią kolejową. 

## Przebieg
Przebieg szlaku jest następujący:

- Hann. Münden (budynki z muru pruskiego),
- Weserstein (wyspa Tanzweder),
- Getynga (zabytkowa starówka),
- Duderstadt (zabytkowy ratusz, średniowieczna starówka),
- Rhumspringe (źródło krasowe),
- Clausthal-Zellerfeld (Muzeum Górnictwa Górnego Harzu, jeden z większych w Europie kościołów drewnianych),
- Goslar (zabytkowa starówka),
- Wolfenbüttel (zamek, szachulcowa dzielnica Mała Wenecja, Dom Lessinga),
- Brunszwik (zabytkowa starówka),
- Isenbüttel (nowoczesny ratusz),
- Gifhorn (renesansowy zamek książąt Guelph),
- Wahrenholz (młyn wodny z 1425),
- Betzhorn (owczarnia typowa dla terenów Pustaci Lineburskiej),
- Oerrel (muzeum łowiectwa),
- Rentelmannsche Mühle (jeden z najstarszych wciąż funkcjonujących młynów wodnych w Dolnej Saksonii),
- Bad Bodenteich (zamek i park),
- śluzy na Kanale Łaby,
- Medingen (klasztor cysterski),
- Lüneburg (zabytkowa starówka).

## Galeria

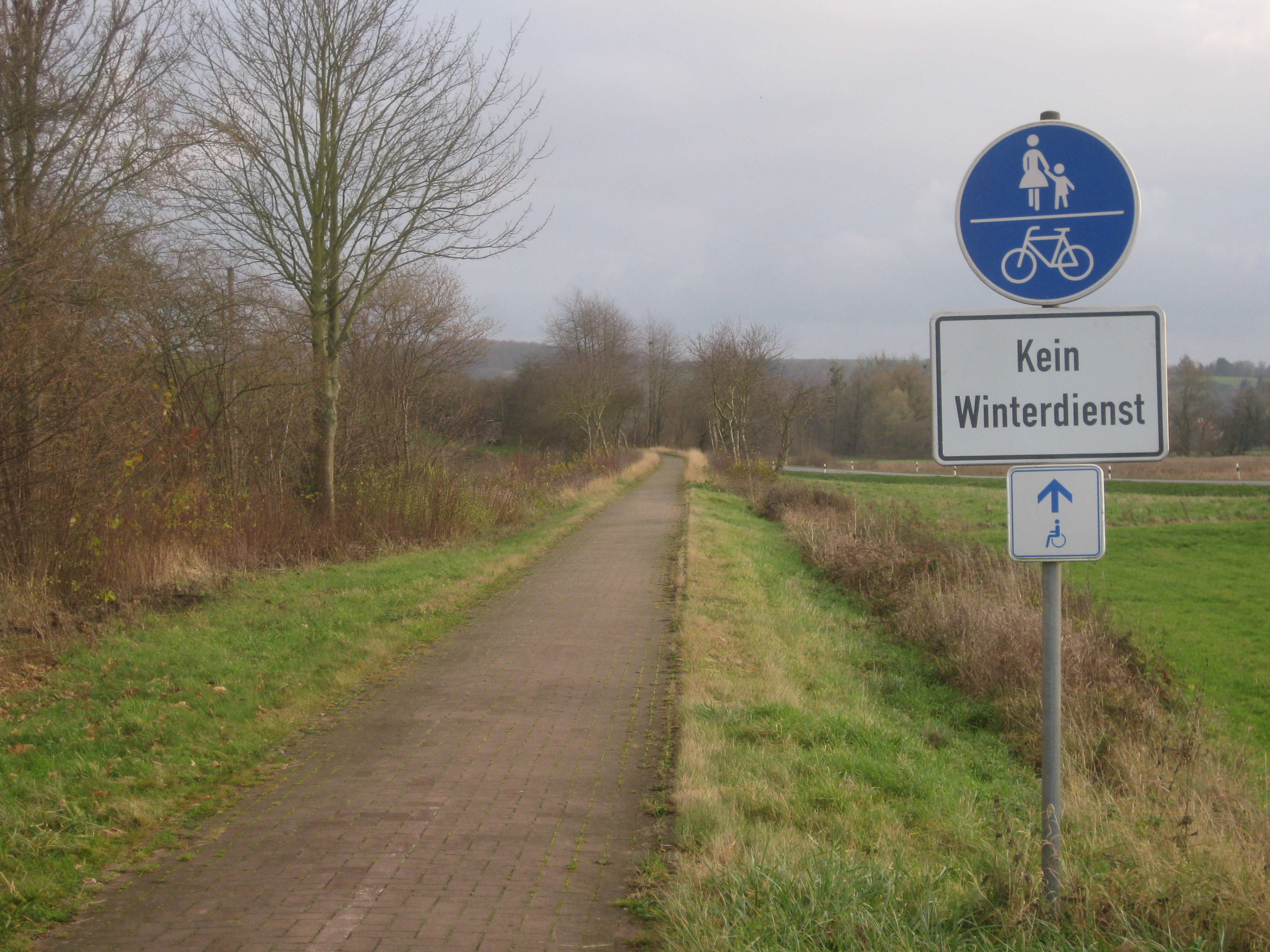
Szlak w rejonie Hikerode
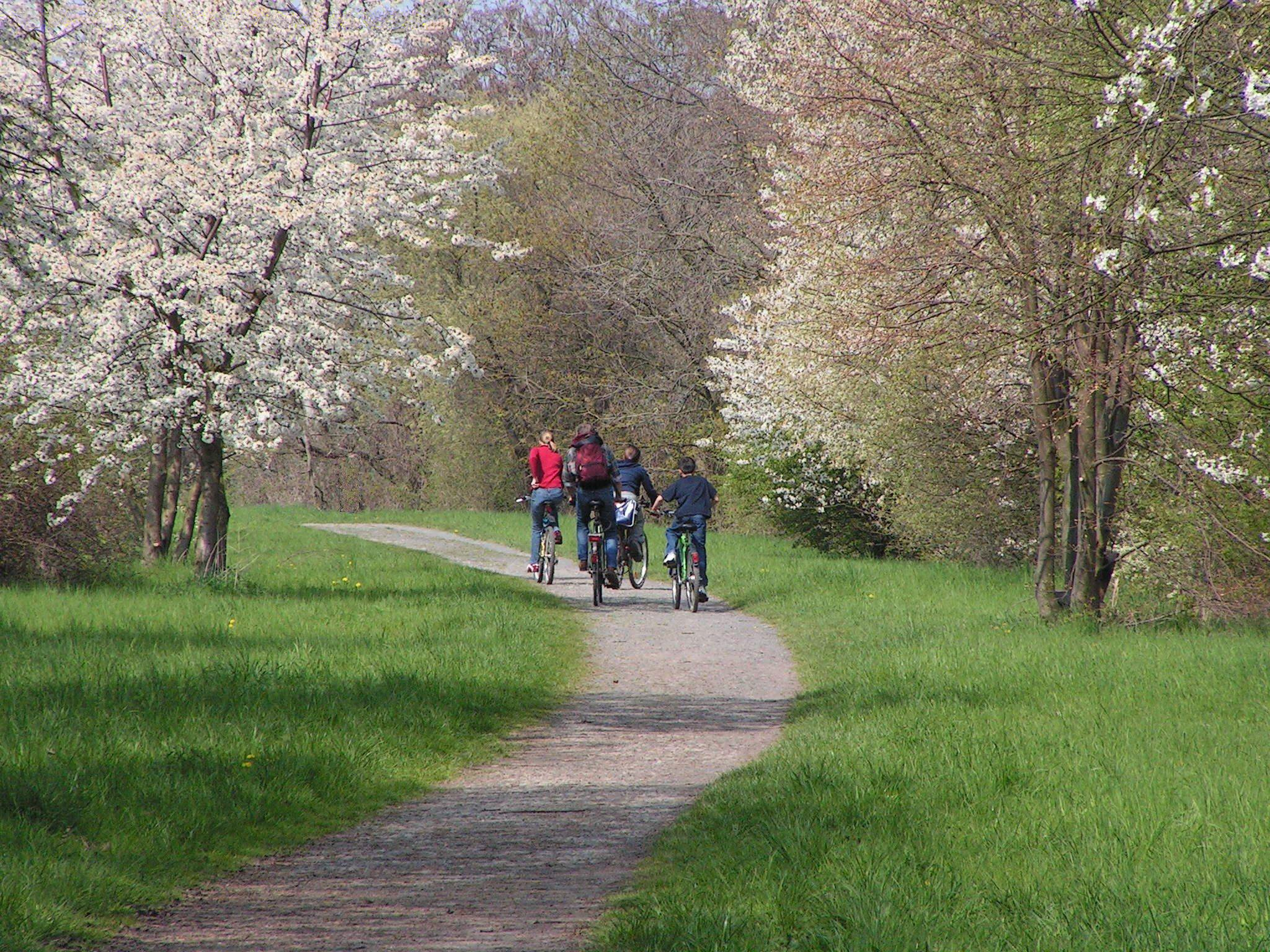
Getynga
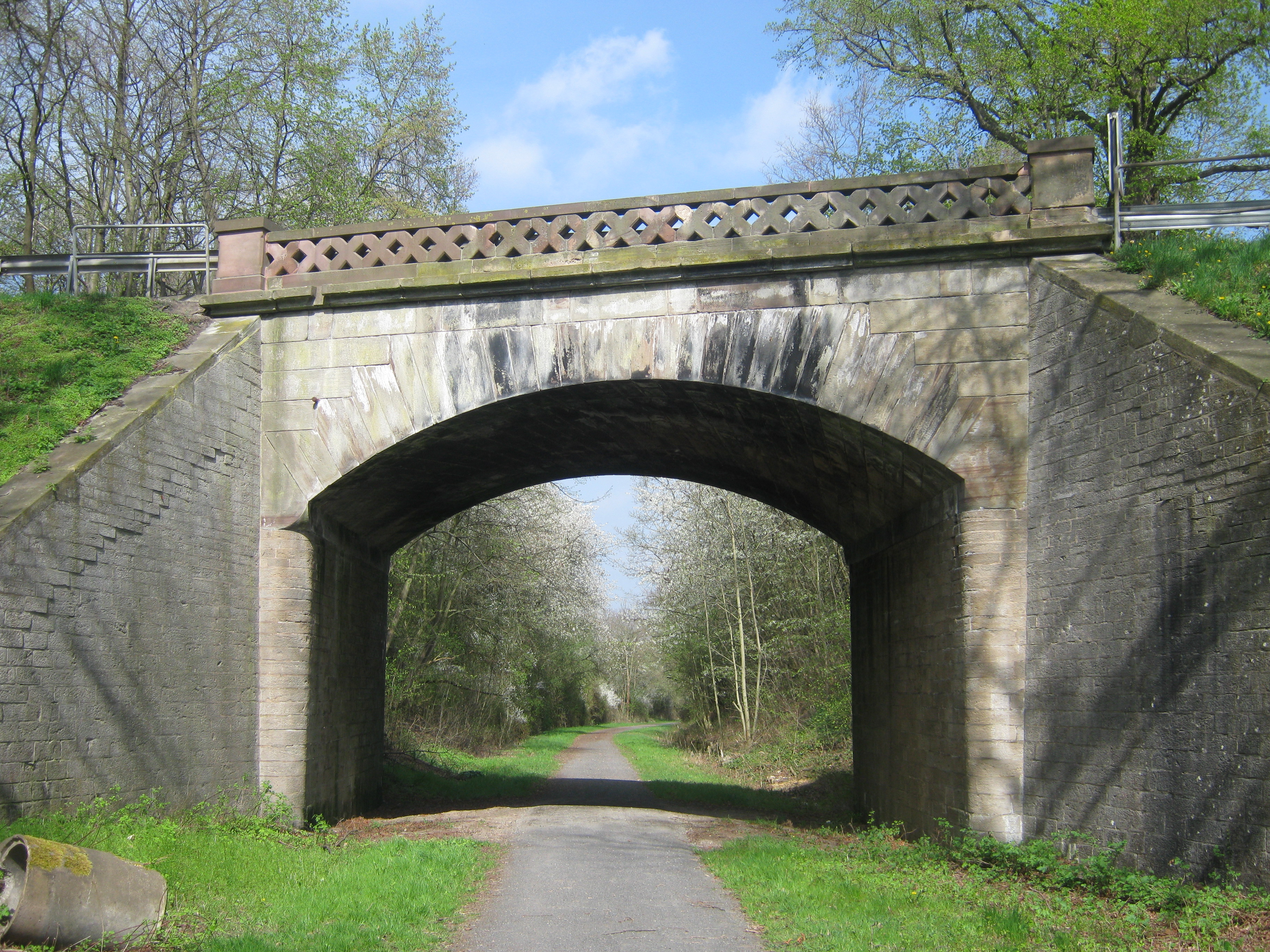
Wiadukt Hannöverschen Südbahn